# 心籽绞股蓝
心籽绞股蓝（学名：Gynostemma cardiospermum）为葫芦科绞股蓝属下的一个种。